# 대한민국의 부채
대한민국의 부채는 국가부채와 공공기관 부채, 기업부채, 가계부채로 구성되어 있다.
이한구의원에 의하면 2009년기준 6월말 공공, 가계, 기업 등 3대 경제주체의 이자부 금융부채는 2천531조원으로 사상 최대이며 이명박 정부 출범 이후 591조원이 늘었지만 이들의 부채 상환 능력은 역대 최악 수준이다.
우리나라의 GDP 대비 총부채 비율은 2000년 152%, 2004년 162%에 불과했지만 2007년 202%, 2010년 215%로 급등했다.

## 국가부채
국가부채는 국제(IMF)기준에 따르면 ‘정부가 직접적인 상환의무를 부담하는 확정채무’를 의미한다.
국가재정법상 국가채무는 지방정부채무를 제외한 중앙정부채무만을 의미하나, 국제비교 등을 위하여 중앙정부채무 외 지방정부채무를 포함한 국가채무(일반정부채무)를 매년 발표하고 있다

## 공공기관 부채
공공기관 부채는 공식적인 국가 채무 통계에 잡히지 않으나 공공기관이 부실화되면 최종적으로 세금으로 메워야 하기 때문에 국가 부채가 될 가능성이 있다.

## 가계 부채
가계부채는 가계에서 보유한 부채를 의미하며, 통계청(2010)의 가계금융조사에 따르면 부채에는 담보대출, 신용대출을 포함한 ‘금융부채’와 ‘임대보증금’이 포함된다